# Dispozitiv de înregistrare a datelor de călătorie

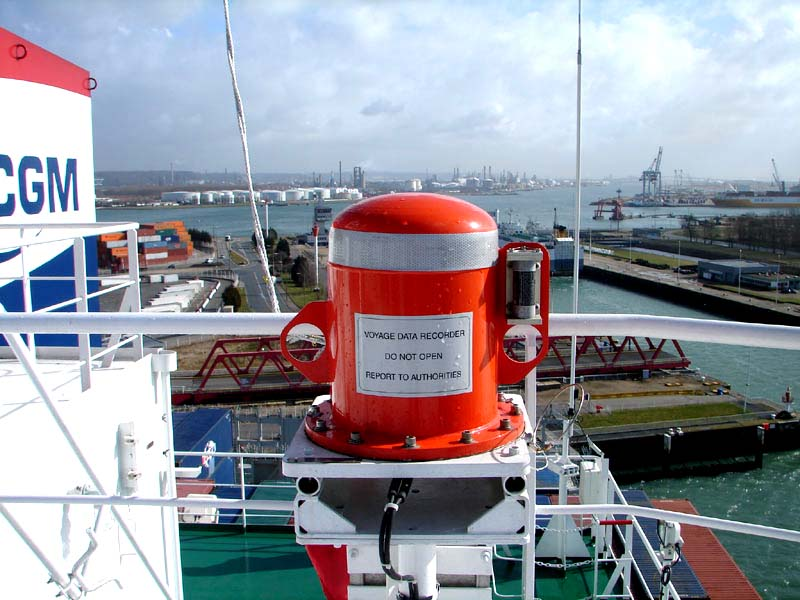
O capsulă de date fixă a VDR montată pe un portcontainer

Dispozitivul de înregistrare a datelor de călătorie sau VDR-Voyage data recorder este un sistem de înregistrare a datelor conceput pentru toate navele care trebuie să respecte cerințele Convenției internaționale SOLAS a OMI (Rez.A.861(20) IMO) pentru a colecta date de la diverși senzori de la bordul unei navei marine. După colectare, VDR-ul digitizează, comprimă și stochează aceste informații într-o unitate de stocare de protecție montată extern. Unitatea de depozitare de protecție este o unitate inviolabilă concepută pentru a rezista la șocurile extreme, la impact, presiune și căldură, care ar putea fi asociate cu un incident marin (incendiu, explozie, coliziune, scufundare etc.). 

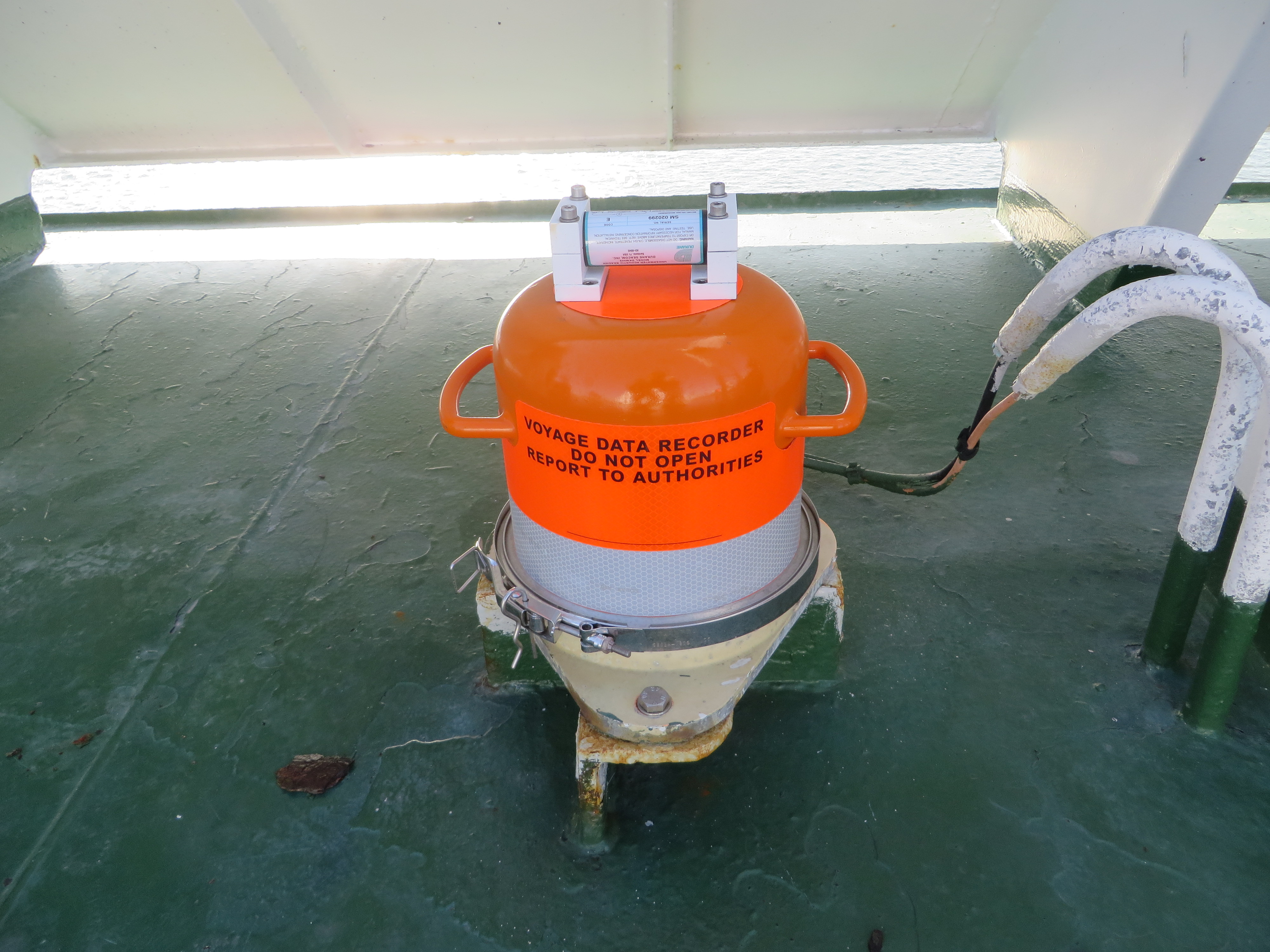
Capsula de protecție a unui înregistrator de date de călătorie pe

Navele de pasageri și navele, altele decât navele de pasageri cu un tonaj brut de 3000 sau mai mult, construite după 1 iulie 2002, sunt obligate să fie echipate cu dispozitive de înregistrare a datelor de călătorie (VDR) pentru a ajuta la investigarea accidentelor, în conformitate cu reglementările adoptate în 2000, care au intrat în vigoare la 1 iulie 2002. 
Când nava se scufundă într-un accident maritim, unitatea de depozitare de protecție poate fi într-o unitate fixă recuperabilă sau într-o unitate de plutire liberă (sau combinată cu EPIRB). Ultimele 12 ore (48 de ore pentru reglementările din 2014 MSC.333(90)) de date stocate în unitatea protejată pot fi recuperate și prelucrate de către autorități sau proprietarii de nave pentru investigarea incidentului. Pe lângă unitatea de stocare de protecție, sistemul VDR poate consta dintr-o unitate de control de înregistrare și o unitate de achiziție de date, care sunt conectate la diverse echipamente și senzori de la bordul unei nave. Noile reglementări MSC.333(90) prevăd, de asemenea, că cel puțin 30 de zile de date înregistrate trebuie păstrate intern (aceasta ar putea fi în unitatea de control al înregistrării, unitatea de achiziție a datelor sau unitatea electronică principală, în funcție de terminologia producătorului).
Deși scopul principal al VDR este investigarea accidentelor după producerea acestora, pot exista și alte utilizări ale datelor înregistrate pentru întreținerea preventivă, monitorizarea eficienței performanței, analiza daunelor meteorologice grave, evitarea accidentelor și în scopuri de instruire pentru a îmbunătăți siguranța și a reduce costurile de funcționare.
Dispozitivul de înregistrare simplificat de date de călătorie (S-VDR), așa cum este definit de cerințele standardului de performanță IMO MSC.163(78), este o versiune simplificată VDR cu costuri mai mici pentru navele mici, care stochează doar datele de bază ale navei înregistrate.

## Date de călătorie
Informațiile înregistrate în unități VDR (uneori numite și cutia neagră a navei) pot include următoarele informații:
- Poziția, data, ora folosind GPS
- Jurnal de viteză – Viteză prin apă sau viteză peste sol
- Busolă giroscopică – Direcție
- Radar * – Așa cum sunt afișate sau date AIS, dacă nu există un convertor disponibil pentru video radar
- ECDIS * – O captură de ecran la fiecare 15 secunde și o listă de hărți de navigație utilizate la fiecare 10 minute sau când are loc o modificare a hărții
- Audio de la punte
- Comunicații radio VHF
- Sonda eco * – Adâncime sub chilă
- Alarme principale* – Toate alarmele obligatorii IMO
- Deschideri de carenă * – Starea ușilor de carenă, așa cum este indicată pe punte
- Starea ușilor etanșe și antifoc * așa cum este indicată pe punte
- Tensiuni în carenă* – Accelerații și solicitări în carenă
- Rudder * – Răspuns de comandă și feedback
- Motor / Elice * – Comandă și răspuns la feedback
- Propulsoare* – Stare, direcție, cantitatea de tracțiune % sau RPM
- Anemometru și giruetă * – Viteza și direcția vântului

Datele marcate cu * nu pot fi înregistrate în S-VDR, cu excepția radarului și a sondei eco dacă sunt disponibile date și interfețe standard.